# Etymologisch woordenboek van het Nederlands
L'Etymologisch woordenboek van het Nederlands (EWN) (Dictionnaire étymologique du néerlandais) est un dictionnaire étymologique qui s'essaye à donner l'origine des mots de la langue néerlandaise.

## Histoire
Le projet d'éditer un Etymologisch woordenboek van het Nederlands a été mis sur pied fin des années 1980 par le Dr. W. Pijnenburg. Il a transmis au début des années 1990 la charge de son exécution au Dr. M. Philippa. De 1997 à avril 2005 ce projet est soutenu financièrement par de nombreuses institutions, organismes financiers et particuliers. Une fondation spécifique a été créée pour s'occuper de l'aspect matériel de cette édition.
Toutefois à cause de problèmes financiers il fallut attendre novembre 2003 avant que le premier volume du EWN ne voie le jour. Les trois volumes suivant ont chaque fois été édités avec un intervalle de deux ans. En 2005 le projet est pris en main par l' Institut de lexicologie néerlandaise à Leyde.
L'édition papier de l'Etymologisch Woordenboek comporte actuellement quatre volumes qui ont paru de 2003 à 2009.
Le contenu de l'édition digitale sur le Web est à quelques détails près identique à l'édition imprimée mais n'est depuis 2009 plus actualisée.
La rédaction du dictionnaire est confiée au Dr. Frans Debrabandere, Dr. M.L.A.I. Philippa, Prof. Dr. A. Quak, Dr. T.H. Schoonheim et Dr. Nicoline van der Sijs.

## Source
- (nl) Cet article est partiellement ou en totalité issu de l’article de Wikipédia en néerlandais intitulé « Etymologisch woordenboek van het Nederlands » (voir la liste des auteurs).